# Гульд, Луиза
Луиза Мэри Гульд (англ. Louisa Mary Gould; 7 октября 1891 — февраль 1945) — деятельница Движения Сопротивления на оккупированных Германией Нормандских островах, жительница острова Джерси. С 1942 по 1944 годы до своего ареста она укрывала попавшего в немецкий плен красноармейца Фёдора Поликарповича Бурого. Казнена в концлагере Равенсбрюк за помощь Сопротивлению. В 2010 году посмертно награждена званием «Британский герой Холокоста».

## Биография

### Семья
Родилась 7 октября 1891 года в местечке Сент-Оуэн на острове Джерси (Великобритания), при рождении получила имя Луиза Мэри Ле Дрюйленек. Была хозяйкой продуктового магазина в Ля-Фонтен, Милле, Сент-Уэн. Воспитала двоих детей, Ральфа и Эдварда, которые служили в Британской армии во время Второй мировой войны; Эдвард учился в Оксфорде, был зачислен в ВМС Великобритании и погиб в 1941 году.

### Помощь Сопротивлению
Остров Джерси был занят гитлеровскими войсками без выстрела, и 20 октября 1941 года Адольф Гитлер распорядился превратить его в крепость в Ла-Манше на случай подготовки к будущему захвату Великобритании. Для его обустройства на остров стали ссылаться военнопленные и остарбайтеры, среди которых были и советские граждане. Специально на острове был построен концлагерь Силт, охраняемый эсэсовцами. Узники концлагеря трудились на каменоломнях в две смены по 12 часов и подвергались всяческим издевательствам со стороны охраны: обыденными были случаи, когда эсэсовцы убивали узников, которые были не в состоянии больше трудиться.
Среди заключённых был и военкор Фёдор Поликарпович Бурый, который осенью 1941 года попал в окружение под Смоленском в составе 166-й стрелковой дивизии, был ранен и попал в немецкий плен (по другим данным, он служил в ВВС и якобы был сбит немцами). Местные граждане проявляли сочувствие к узникам лагеря и укрывали их в своих домах, несмотря на законодательный запрет со стороны немцев под угрозой смерти. В какой-то момент Бурый сумел сбежать из концлагеря и встретился с фермером Рене Ле Мотте, который приютил у себя Фёдора и стал называть Биллом.

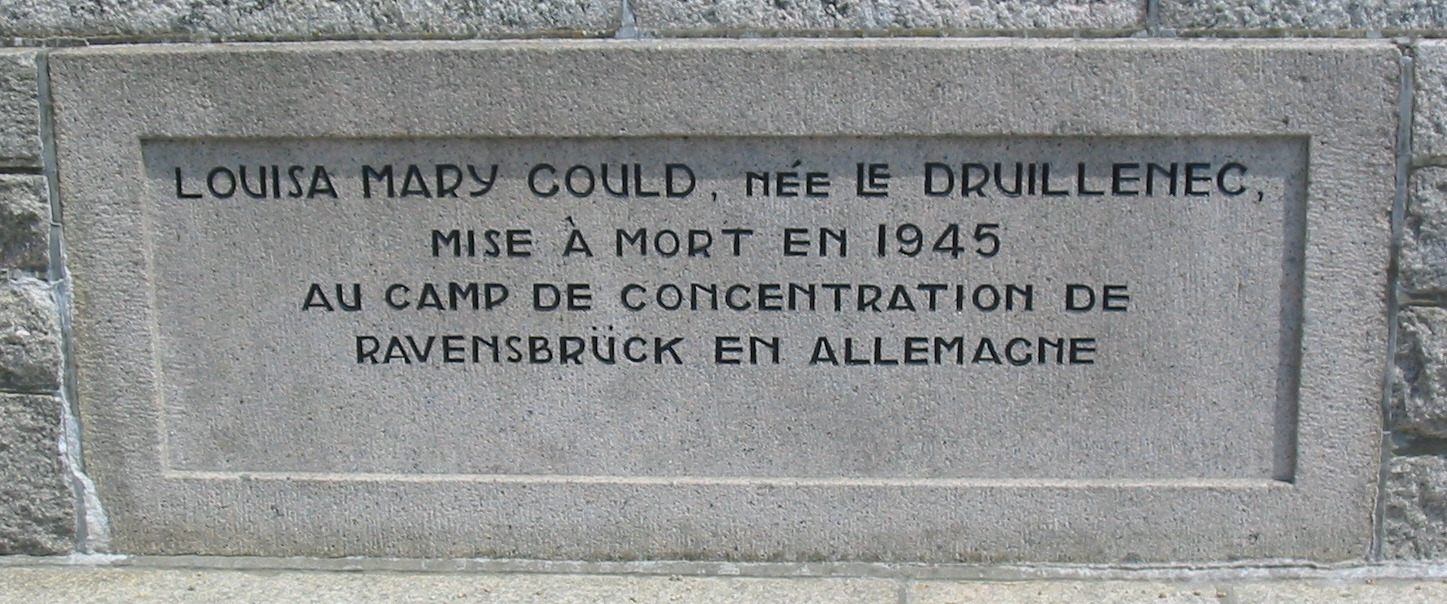
Табличка в Сент-Уэне в память о Луизе Гульд

Некоторое время Фёдор находился у Рене в доме, изучая самостоятельно английский и принимая сообщения с фронта по радиоприёмнику. Он записывал сообщения, передавая в бараки военнопленным листовки через других участников Сопротивления. Вскоре знакомый полицейский сообщил Рене, что гитлеровцы установили за домом слежку, и тот попросил Луизу Гульд приютить Фёдора. Она согласилась, несмотря на угрозы со стороны немцев, поскольку Фёдор чем-то напоминал ей Эдварда:

Я должна что-то сделать для сына другой матери.
Оригинальный текст (англ.)I have to do something for another mother's son.

Луиза укрывала Фёдора полтора года в своём доме, выдавая его за своего племянника по имени Билл. Фёдор носил одежду Эдварда и продолжал учить английский. Он прекрасно знал о том, что происходит на фронте, но не мог покинуть остров.

### Арест и смерть
Соседи узнали о том, что Луиза укрывает некоего Билла, и доложили немцам. В июне 1944 года немцы обыскали дом и обнаружили англо-русский словарик. Фёдора никто не смог поймать вплоть до конца войны, поскольку Луиза Гульд переправила его в город Сент-Хелиер, главный город Джерси, к своей младшей сестре на явочную квартиру подпольщиков Джерси.
Однако сама Луиза Гульд была арестована весной 1945 года по доносу соседей и получила два года тюрьмы за укрывательство узника концлагеря и за хранение радиостанции. Под суд попали её брат Гарольд Ле Дрюйленек и сестра Айви Форстер. В мае 1945 года гарнизон острова капитулировал, и Фёдор на теплоходе покинул Англию, но вскоре узнал, что спасшая его Луиза Гульд погибла в феврале 1945 года в концлагере Равенсбрюк: её казнили в газовой камере. Гарольд был брошен в концлагерь Берген-Бельзен и чудом выжил.

## Память
В 1995 году в память о Луизе Гульд была установлена мемориальная табличка в Сент-Уэне, на открытии присутствовал Фёдор Поликарпович. В 2010 году Луизе Гульд присвоили звание Британской героини Холокоста.
В 2017 году история Луизы Гульд и Фёдора Поликарповича Бурого была экранизирована в фильме «Сын другой матери», роль Луизы сыграла Дженни Сигроув, роль Фёдора — Юлиан Костов.